# Буроголовая юхина
Буроголовая юхина (лат. Yuhina brunneiceps) — вид воробьиных птиц из семейства белоглазковых (Zosteropidae). Эндемик Тайваня.

## Описание
Длина 12-13 см. Окраска представителей вида довольно не характерна для юхин.

## Поведение
Обитают в горных лесах на высотах от 1000 до 3200 м. Зимой могут спускаться ниже. Диета состоит в основном из нектара, ягод, цветов и маленьких насекомых. Иногда их видят висящими вниз головой на вишневых деревьях. Сезон размножения длится с мая по июнь.